# Direction générale de l'Aviation civile
La direction générale de l'Aviation civile (DGAC) est en France l'administration, rattachée au ministère de la Transition écologique, qui regroupe l'ensemble des services de l'État chargés de réglementer et de superviser la sécurité aérienne, le transport aérien et les activités de l'aviation civile en général. Elle est notamment chargée de différentes missions relatives à l'aviation civile, comme :
- le contrôle aérien ;
- le soutien à la recherche et au développement dans le domaine de la construction aéronautique ;
- la certification des aéronefs et des organismes qui les mettent en œuvre.

Acteur de la prévention, la DGAC a pour mission de veiller non seulement à la sécurité et au bien-être des Hommes, mais aussi à la préservation de l'environnement, en luttant contre les nuisances dues au transport aérien.

## Histoire
Le Secrétariat général à l'aviation civile et commerciale (SGACC) a été créé le 12 septembre 1946 au sein du ministère des Travaux publics et des Transports. Max Hymans (1900-1961) avait été nommé secrétaire général à l’aviation civile et commerciale le 18 décembre 1945 c'est-à-dire 9 mois avant la création de l'entité SGACC elle-même, à la suite du transfert vers le ministère des Travaux publics et des Transports des attributions précédemment dévolues au ministère de l'Air en matière d’aviation civile.
Max Hymans avait repris à la Libération, en qualité de directeur des transports aériens du gouvernement provisoire de la République française, administration venue d'Alger, une partie des missions dévolues avant et pendant la guerre au ministère de l'Air. 
Au sein du SGACC, le Service de l’aviation légère et sportive (SALS) était chargé de mettre à la disposition des aéro-clubs des avions et des instructeurs. 
En 1955, le SALS devient le Service de la formation aéronautique et des sports aériens (SFASA).
En 1976, le Secrétariat général à l'aviation civile (SGAC) devient la direction générale de l'aviation civile (DGAC), lors de la disparition des secrétariats généraux dans l'administration. De 1946 à 1993, le siège du Secrétariat général à l'aviation civile, puis de la DGAC, était situé au 93, boulevard du Montparnasse.
Le 29 août 2005, la DGAC publie, pour la première fois, sur son site internet, une liste des compagnies aériennes interdites en France, liste susceptible d'être modifiée à tout moment.
En 2013, elle crée avec l'ENAC, DSNA Services qui devient en 2019 France Aviation Civile Services, un bureau d'expertise destiné à vendre à l'international le savoir-faire français en matière de réglementation, de sécurité du transport aérien et de navigation aérienne.

## Organisation
En 2016, outre le secrétariat général, la DGAC est organisée en trois grandes directions : pôle régalien, prestataire de service, et autorité de surveillance,.
- Le secrétariat général (SG), est chargé de la gestion du personnel, des affaires financières, juridiques et médicales, et des systèmes d'information de la DGAC. Les services à compétence nationale suivants sont rattachés au secrétariat général : Service national d'ingénierie aéroportuaire (SNIA), Service des systèmes d'information et de la modernisation (DSI), et Service de gestion des taxes aéroportuaires (SGTA). Le secrétariat général assure aussi la tutelle de l'école nationale de l'aviation civile. Il fait office de Service des ressources humaines, juridiques et financières pour le compte de la DGAC.
- La direction du Transport aérien (DTA), par le service technique de l'Aviation civile (STAC) est chargée de la supervision des compagnies aériennes, du développement durable, des aéroports, de la construction aéronautique, de la sûreté, des droits des passagers, du droit du travail, et des relations internationales. La DTA est chargée du contrôle de la validité des procédures associées aux thèmes précédents au sein du pôle régalien.
- La direction des Services de la navigation aérienne (DSNA), service à compétence nationale, est chargée de rendre les services de gestion du trafic aérien. La DSNA est le prestataire de service de la navigation aérienne en France.
- La direction de la Sécurité de l'aviation civile (DSAC), service à compétence nationale, est l'autorité de surveillance nationale[9]. Localement, neuf directions interrégionales de la sécurité de l'aviation civile dépendant de la direction de la Sécurité de l'aviation civile exercent leurs missions en métropole, dans les régions et département d'outre-mer, ainsi qu'à Saint-Barthélemy et à Saint-Martin. Dans les autres collectivités d'outre-mer  un service de l'aviation civile représente la direction générale[10].
- La mission de l'Aviation légère, générale et des Hélicoptères (MALGH), rattachée au directeur général de l'aviation civile est chargée de la promotion de l'aviation légère par le volet sécuritaire. Elle fait office de point de centralisation des informations pour les structures plus modestes que les aéroports internationaux.
- L'organisme du contrôle en vol (OCV) a un rôle de conseil et d’expertise auprès du directeur général et de ses services. Il est composé de 12 commandants de bord inspecteurs détachés à mi-temps de leur compagnie. Il réalise des contrôles inopinés en vol chez les transporteurs aériens et au sol dans les écoles puis transmet ses rapports à la DSAC. En 2010, l’OCV a réalisé 246 contrôles en vol.
- La Gendarmerie des transports aériens (GTA), est placée auprès de la DGAC[11]. Assure les mêmes missions que la gendarmerie nationale avec des compétences spécifiques à la sécurité et la sûreté aéroportuaire.

En outre, trois services sont sous l'autorité du DGAC : le SEAC-PF (Service d'État de l'aviation civile - Polynésie française), la direction de l'Aviation civile (DAC) Nouvelle-Calédonie, et le SEAC - WF pour Wallis et Futuna.
On définit ainsi les trois pôles :
- pôle régalien : deux administrations centrales (SG et DTA) ;
- pôle de surveillance : une administration à compétence nationale (DSAC) ;
- pôle de contrôle de la navigation aérienne : les services déconcentrés de la DSNA.

On trouve également six services sous autorité directe du Directeur général de l'aviation civile : GTA, SEAC-PF, SEAC-WF, DAC, MALGH et OCV. Ceux-ci ont des compétences qui sont propres à plusieurs pôles à la fois.

## Financement
L'organisation financière de la DGAC est particulière car la plupart des recettes et des dépenses sont exécutées dans le cadre d'un budget annexe au budget général de l'État : le budget annexe « Contrôle et exploitation aériens » (BACEA). En effet les redevances de navigation aérienne et les redevances de surveillance et de contrôle (sécurité, sûreté) sont versées par les compagnies aériennes en contrepartie du service rendu de la navigation aérienne et de diverses prestations de service. Le champ de compétence du budget annexe englobe également des fonctions régaliennes (lois de finances 2011 et 2012).

## Quelques chiffres
- Cinq centres en route de la navigation aérienne (CRNA) et 11 services de la navigation aérienne (SNA).
- Autorisations d'engagement (AE) & crédits de paiement (CP)[14] :
  - AE : 2,2703 milliards d'euros ;
  - CP : 2,320 milliards d'euros dont 692,5 millions en fonctionnement, 482,3 en investissement et 4,8 d'intervention. Les frais de personnel s'élèvent à 1,136 milliard d'euros.
- 10 144 agents[14] ventilés comme suit avec le [salaire brut moyen mensuel avec les primes  : chiffres issus du Rapport Social Unique 2023] :
  - Catégorie A+
    - 99 ingénieurs des ponts, des eaux et des forêts (IPEF) [10 216 € ] ;
    - 28 administrateurs de l'état [12 420 € ] ;

  - Catégorie A
    - 3 673 ingénieurs du contrôle de la navigation aérienne (ICNA) [9 046 € ] ;
    - 1 278 ingénieurs électroniciens des systèmes de la sécurité aérienne (IESSA) [6 594 € ][15],[16] ;
    - 578 ingénieurs des études et de l'exploitation de l'aviation civile (IEEAC) [6 568 € ] ;
    - 290 attachés d'administration de l’État [5 702 € ] ;
    - 113 ingénieurs des travaux publics de l'État (ITPE) [6 002 € ] ;

  - Catégorie B
    - 1 426 techniciens supérieurs des études et de l'exploitation de l'aviation civile (TSEEAC) [5 094 € ] ;
    - 367 assistants d'administration de l'aviation civile (ASAAC) [4 540 € ] ;
    - 161 techniciens supérieurs du développement durable (TSDD) [3 908 € ] ;

  - Catégorie C
    - 549 adjoints d'administration de l'aviation civile (ADAAC) [3 534 € ] ;

  - Ouvriers
    - 420 ouvriers d'État (OE)

  - 1162 Autres Agents ou contractuels [5 075 € ]
- La répartition administratif/technique montre la prépondérance de ces derniers avec 62 % de l'effectif.
- La répartition dans le corps technique est la suivante : 22 % sont des TSEEAC, et 76,5 % sont des Ingénieurs (hors ITPE et autre personnel technique).
- L'âge moyen est de 45,4 ans.
- La DGAC reste masculine à 69 % (toutefois le tiers des ICNA et 25 % des IEEAC et des TSEEAC sont désormais des femmes, mais seulement 5 % des IESSA).
- 72 386 jours d'absences (accidents, maladies professionnelles, congés de longue maladie, congés de maladie ordinaire) en 2016, soit une moyenne de 6,4 jours par an et par agent.

## Secrétaires et directeurs généraux
| Date de nomination   | Nom                   | Grade                                    | Note N° |
| -------------------- | --------------------- | ---------------------------------------- | ------- |
| Secrétaires généraux |                       |                                          |         |
| 18 décembre 1945     | Max Hymans            |                                          | [ 17 ]  |
| 18 août 1948         | Fernand Hederer       |                                          | [ 18 ]  |
| 20 février 1951      | René Lemaire          |                                          | [ 19 ]  |
| 18 juillet 1956      | Paul Moroni           |                                          | [ 20 ]  |
| 27 mai 1966          | Jacques Boitreaud     | maître des requêtes au Conseil d'État    | ,       |
| 7 avril 1971         | Maurice Grimaud       |                                          | ,       |
| Directeurs généraux  |                       |                                          |         |
| 30 mars 1976         | Claude Abraham        | ingénieur en chef des ponts et chaussées | [ 25 ]  |
| 27 mai 1982          | Daniel Tenenbaum      | ingénieur en chef de l'armement          | [ 26 ]  |
| 25 juillet 1990      | Pierre-Henri Gourgeon | ingénieur en chef de l'armement          | [ 27 ]  |
| 12 juillet 1993      | Michel Bernard        | ingénieur général de l'aviation civile   | [ 28 ]  |
| 25 novembre 1993     | Michel Scheller       | ingénieur général de l'armement          | [ 29 ]  |
| 20 janvier 1995      | Pierre Graff          | ingénieur en chef des ponts et chaussées | [ 30 ]  |
| 25 juillet 2002      | Michel Wachenheim     | Ingénieur en chef de l'aviation civile   | [ 31 ]  |
| 8 février 2007       | Didier Lallement      | préfet                                   | [ 32 ]  |
| 5 octobre 2007       | Patrick Gandil (d)    | ingénieur général des ponts et chaussées | ,       |
| 16 septembre 2020    | Damien Cazé (d)       | Conseiller maître à la Cour des comptes  | [ 35 ]  |